# Lake Mills, Iowa
Lake Mills är en ort i Winnebago County i Iowa. Vid 2010 års folkräkning hade Lake Mills 2 100 invånare.

## Kända personer från Lake Mills
- Wallace Stegner, författare